# Raphicerus campestris
Il raficero campestre, detto in Afrikaans steenbok (stambecco) è una piccola antilope diffusa in Africa orientale.
Somiglia ad un oribi, ma è di taglia più piccola; raggiunge infatti il mezzo metro di altezza al garrese.
Il pelo può assumere ogni sfumatura dal color sabbia al rossiccio, ma il colore più diffuso è l'arancio. Possiede dei cerchi bianchi intorno agli occhi. Anche il mento, la gola ed il ventre sono bianchi. Sulla fronte è presente un ciuffo nero: il pelo nero continua in una striscia che va fino al naso.
I maschi portano corna dritte e lunghe dai 7 ai 20 cm.
Vi sono due popolazioni separate di raficero campestre: una vive in Africa orientale (Kenya meridionale, Tanzania ed Uganda, dove però forse è estinto), l'altra in Africa meridionale (Angola, Zambia, Zimbabwe, Mozambico, Botswana, Namibia, Sudafrica e Swaziland).
Colonizzano una varietà di habitat, dalle zone semidesertiche alla savana, alle zone boscose: sembrano favorire le zone di transizione fra i vari habitat.
Brucano l'erba al livello più basso, scavando occasionalmente per nutrirsi di radici e tuberi. È da notare che quest'antilope non beve quasi mai nella vita: ricava la maggior parte dell'acqua di cui ha bisogno dai vegetali di cui si nutre.
In caso di pericolo, si accovacciano nell'erba alta: se però il predatore si avvicina troppo, saltano improvvisamente fuori dal proprio nascondiglio e cominciano a correre a zig-zag per disorientare l'aggressore. A volte, cercano rifugio nelle tane degli oritteropi.
Solitario per la maggior parte dell'anno, durante la stagione degli amori è possibile vederlo in coppie. Le coppie occupano un territorio ben definito nel quale i due coniugi vivono indipendentemente l'uno dall'altro, restando in contatto tramite segnali odorosi (costituiti prevalentemente da depositi di sterco).
L'accoppiamento può avvenire durante tutto l'anno: generalmente si ha un picco delle nascite durante la primavera australe (novembre-dicembre), quindi l'accoppiamento avviene prevalentemente in giugno (la gestazione dura circa 6 mesi). Nelle annate favorevoli, una femmina matura può avere anche due cucciolate l'anno.
I cuccioli restano nascosti nella vegetazione per circa 2 settimane: l'allattamento dura 3 mesi, dopodiché i cuccioli, perfettamente svezzati, prendono la loro via. La maturità sessuale viene raggiunta a 6-8 mesi nelle femmine, un po' più tardi nei maschi.